# مرکز تماس

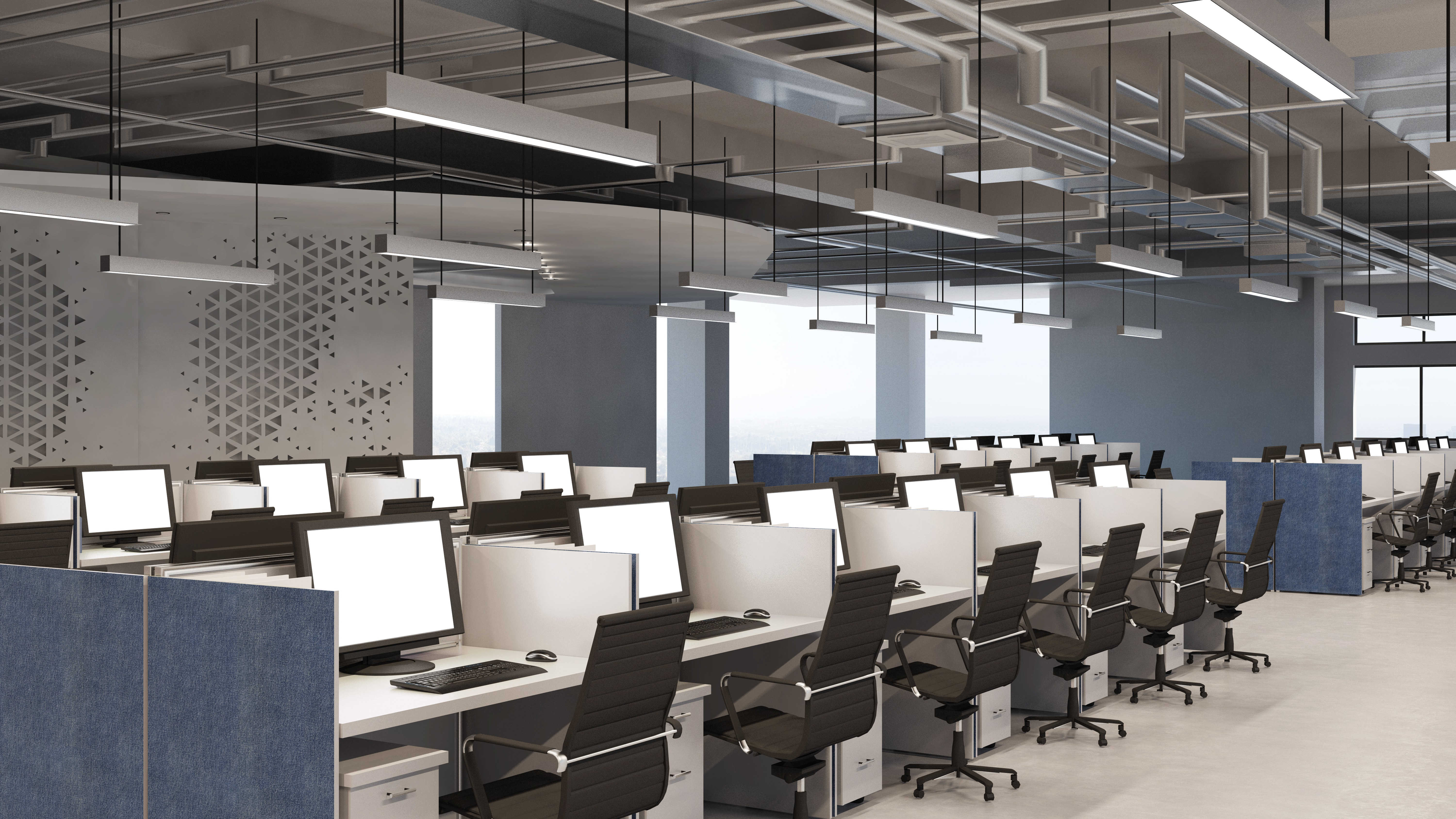
نمونه‌ای از یک مرکز تماس

مراکز تماس (ارتباطات)، (به انگلیسی: Contact Centers)، یکی از مهم‌ترین بخش‌های ادارات و سازمان‌ها هستند. زیرا به‌طور مستقیم در تعامل با مشتریان بوده و نقش مهمی در حفظ تجربه مشتری دارند.
مرکز دفتر تماس، بخشی از یک اداره است که تماس‌های تلفنی مشتریان، شامل تماس‌های ورودی (Inbound) و تماس‌های خروجی (outbound) را توسط تعدادی مشاوران پاسخ میدهند .[
البته مراکز تماس امروزی کمی با قدیم متفاوت اند. زیرا محدود به تماس‌های تلفنی نیستند و تمامی تعاملات چه با استفاده از تلفن، ایمیل، شبکه‌های اجتماعی و … را انجام می‌دهند.

## خدمات
مرکز تماس ورودی (به انگلیسی: Inbound Contact Center)
در این مراکز تماس، مشاوران و نمایندگان فقط پاسخگویی تماس‌های تلفنی را انجام می‌دهند.
مرکز تماس خروجی(به انگلیسی: [Outbound Contact Center) [
در این حالت، کارشناسان مرکز تماس با مشتریانی که در حال حاضر دارید یا مشتریان آینده شما تماس می‌گیرند. این کار معمولاً توسط تماس‌گیر خودکار(به انگلیسی: auto dialer) صورت می‌گیرد و به همین دلیل تعداد تماس‌های زیادی را می‌توان در طی یک ساعت گرفت.
بیشترین استفاده از مراکز تماس خروجی(Outbound Contact Center):
- فروش به مشتریان جدید
- فروش به مشتریان در حال حاضر
- بیش فروشی به مشتریان
- دریافت نظرات و نظرسنجی
- تحقیقات بازار
- گرفتن وقت برای مطب‌های دکتر، بیمارستان‌ها و مراکز درمانی

برون سپاری مرکز تماس(به انگلیسی: Outsourced Contact center)
برون سپاری مرکز تماس به این معنا هست که یک کسب و کار برای کم کردن هزینه‌های خود پاسخگویی خدمات مشتریان خود را به یک شرکت ارائه دهنده مرکز تماس می‌دهد، این کار باعث پایین آمدن هزینهٔ شرکت و بهتر انجام شدن این کار می‌شود؛ زیرا شرکت‌های ارائه دهنده مرکز تماس، تمامی زیر ساخت‌های مورد نیاز را دارند و مشاورانشان آموزش دیده‌اند و به خوبی این کار را برای شما انجام می‌دهند. [

## معیارها

### ۱. امتیازات کیفی(بهانگلیسی:Quality Scores)
این معیار ، تا به حال به عنوان مهم‌ترین شناخته می‌شود. این معیار، به عملکرد کارشناسان در طی تماس‌ها و تجربه کلی آن‌ها می‌پردازد.
مدیران مرکز تماس باید قادر باشند که بتوانند به مکالمات کارشناسان در هنگام تماس‌ها گوش دهند. امتیازات معمولاً در بین ۱۰–۵ تماس برای هر کارشناس در ماه سنجیده می‌شود.

### ۲. حل شدن مشکلات در تماس اول(بهانگلیسی:First call resolvation)
همچنین به عنوان(به انگلیسی: best contact resolvation) نیز شناخته می‌شود. این معیار به این موضوع می‌پردازد که یک مشتری چند بار برای حل کردن مشکل خود باید با سازمان تماس بگیرد. این کار روشی بسیار مناسب برای اندازه گرفتن مشکلات از دید مشتریان است.
اما مشکل اینجاست که اندازه‌گیری دقیق این کار ممکن است مشکل باشد. برای مثال، یک تماس بازگشتی ممکن است که مربوط به مشکلی دیگر باشد. برای حل کردن این مشکل، مراکز ارتباط از راه‌های زیر استفاده می‌کنند
- تعداد دفعاتی که تماس گیرنده در طی یک هفته برای پیگیری یک موضوع با مرکز تماس گرفته است را مورد ارزیابی قرار می‌دهند.
- بعد از اتمام تماس از طریق نظر سنجی بعد از تماس، میزان رضایت مشتریان را مورد ارزیابی قرار می‌دهند.

### ۳. رضایت مشتری
قدیمی‌ترین و مورد استفاده‌ترین متریک که نگاهی به میزان درصد مشتریان خوشحال دارد. ارزیابی این موضوع هم کاری آسان و ساده است. چهار شیوه رایج برای نظرسنجی رضایت مشتری در مرکز تماس وجود دارد. ۱. ارسال لینک نظرسنجی در قالب پیامک، ۲. ارسال لینک پرسشنامه آنلاین در قالب ایمیل، ۳. استفاده از نظرسنجی تلفنی در انتهای تماس و ۴. استفاده از نظرسنجی تلفنی بعد از تماس.

### ۴. سطح خدمات
این یکی از اولین متریک‌هایی بود که توسط سیستم توزیع خودکار تماس‌ها(ACD) به وجود آمد. این متریک نگاهی به درصد پاسخ گویی به تماس‌ها در مدت زمان داده شده دارد. انتظار می‌رود که به‌طور میانگین به ۸۰٪ تماس‌ها در ۲۰ ثانیه و ۹۵٪ تماس‌ها در ۱۵ ثانیه جواب داده شود.

### ۵. میانگین زمان مکالمات
این معیار سال‌ها به عنوان شایع‌ترین معیار شناخته می‌شود. این متریک به کل زمان در طول تماس اشاره دارد. این معیار شامل زمان مکالمه، زمان انتظار و wrap-up time است. اما به تازگی به این معیار ایراداتی وارد شده است. مدیران بر این باورند که این معیار، کارشناسان مرکز تماس را به این سمت می‌برد که بدون اینکه هنوز به‌طور کامل به درخواست مشتری رسیدگی کرده باشند، تماس را قطع کنند.
نقش‌های کلیدی
مدیر مرکز(به انگلیسی: Center Manager)
این شخص مسئول تمام عملکردها و بودجه مرکز است. آن‌ها بر اساس افراد، فرایندها، تکنولوژی و مشتریانی که همگی بخشی از مرکز ارتباط و استراتژی آینده و توسعه مرکز، تصمیم می‌گیرند.
مدیر مرکز معمولاً شخصی است که با دیگر دپارتمان‌ها مانند منابع انسانی و انفورماتیک در ارتباط است.
بسته به اندازه مرکز، مدیر مرکز تعدادی سرپرست تیم(به انگلیسی: Team leader) یا معاون مدیر(به انگلیسی: Assistant manager) دارد که سرپرست‌ها و معاونین به مدیریت گزارش می‌دهند.
مدیران، مسئول استخدام و آموزش کسانی هستند که آن افراد باید مستقیماً به آن‌ها گزارش دهند.
سرپرست / سوپروایزر(به انگلیسی: supervisor)
این شخص مسئول مدیریت کردن تیم کارشناسان است. نقش سرپرست این است که اطمینان حاصل کند کارشناسان وظایف خود را به درستی انجام می‌دهند، عملکردهای آن‌ها را بررسی کند و به کارشناسان خود آموزش‌های لازم را بدهد. این شخص مسئول است که کارشناسان خود را در جریان تمام اتفاقاتی که در مرکز می‌افتد و ممکن است که بر روی کارشان تأثیر بگذارد، قرار دهد. همچنین سوپروایز در استخدام کردن کارشناسان جدید یا کار کردن بر روی پروژه‌ای مشخص نیز ممکن است فعالیت کند.
منابع انسانی(به انگلیسی: Human resources)
بین بخش منابع انسانی و مرکز ارتباط باید رابطه‌ای خیلی نزدیکی به منظور فعالیت‌هایی مانند استخدام و آموزش وجود داشته باشد. معمولاً منابع انسانی نقشی برای اطمینان بخشیدن به ضوابط و شرایط استخدام و وظایف مربوط به آن و همچنین نظم بخشیدن و آموزش دادن به مرکز ارتباط را دارد.
آموزش دهندگان(به انگلیسی: trainers)
بعضی مراکز، از آموزش دهندگان استفاده می‌کنند. آن‌ها مسئول آماده کردن و آموزش دادن به کارشناسان در مراکز ارتباط با مشتری هستند. 
مربی(به انگلیسی: Coach)
در مراکز بزرگتر، علاوه بر Team Leader، هر تیم دارای یک مربی (Coach) نیز می‌باشد که کار او پشتیبانی و دادن دانش فنی به کارشناسان می‌باشد. این شخص معمولاً کسی است که خود کارشناسی(Agent) خیلی خوبی بوده و توانایی گرفتن اطلاعات و کمک کردن به دیگران برای بهبود بخشیدن به عملکردشان را دارد.[
کارشناس مرکز تماس(به انگلیسی: Agent)
کار آن‌ها تماس گرفتن یا پاسخ دادن به تماس‌های تلفنی است که بسته به سیاست سازمان‌ها برای برآورده کردن نیازهای مشتریان خود صورت صورت می‌پذیرد. نقش آن‌ها می‌تواند فروختن محصولات یا خدمات، ارائه خدمات مشتری، انجام تحقیقات بازار یا حتی پاسخ دادن به ایمیل‌ها و پیامک‌ها باشد.
مدل‌های مختلفی از کارشناسان مرکز تماس وجود دارد و همچنین مهارت‌های مختلفی نیز برای نقش‌های مختلف آن‌ها تعریف می‌شود. بسیاری از مردم فکر می‌کنند که اگر شما یک کارشناس مرکز تماس باشید، پس می‌توانید هر یک از نقش‌های داده شده را به خوبی اجرا کنید، در حالی که اصلاً اینطور نیست.
کارشناسانی هستند که وظیفه آن‌ها اداره کردن تماس‌های داخلی (Inbound Call) می‌باشد که در این حالت مشتری با سازمان تماس می‌گیرد و کارشناس تماس‌های آن‌ها را پاسخ می‌دهد. همچنین تماس‌های خارجی (Outbound Call) وجود دارد، که در این زمان کارشناس با مشتری برای انجام تحقیقات بازار یا فروختن کالایی تماس می‌گیرد. اصولاً بسته به تیپ شخصیتی که افراد دارند، این نقش‌ها به آن‌ها داده می‌شود. بعضی مراکز هم کارشناس‌های ترکیبی دارند یعنی آن‌ها هم تماس‌های داخلی (Inbound Call) و هم تماس‌ها خارجی (Outbound Call) را اداره می‌کنند.
آمار استخدام
تحقیقات نشان می هد که ۳٫۷۰۰٫۰۰۰ نفر در ۳۵۰۰۰ مراکز تماس در اروپا به استخدام درآمده‌اند.
همچنین در سال ۲۰۱۳ در بیش از ۳۵۰۰۰ مراکز ارتباط با مشتری، با میانگین ۷۸ صندلی بیش از ۳٫۷۰۰٫۰۰۰ نفر در ۳۰ کشور اروپایی به استخدام درآمده‌اند که میزان رشد آن‌ها سالانه ۴٫۴٪ نیز رو به افزایش است.
تحقیقات همچنین تخمین می‌زند که ۲۵٪ تماس‌ها مربوط به مرکز تماس‌هایی که تماس خروجی دارند و ۷۵٪ از تماسها مربوط به مرکز تماس‌هایی که تماس‌های داخلی دارند (مثل خدمات بانکها و بیمه‌ها) است. 

### مرکز تماس مجازی
امروزه با شکل‌گیری مفاهیم جدیدی همچون برون‌سپاری (outsourcing) و دفتر کار مجازی، بسیاری از شرکت‌های بزرگ، یا حتی شرکت‌های کوچکتری که بسته به سیاست بازاریابی خود در بازه‌ای از زمان حجم تماس‌هایشان افزایش چشمگیری می‌کند، مدیریت تماس‌های امور مشتریان، پشتیبانی و فروش خود را به مراکزی خارج از مکان فیزیکی کسب و کار خود می‌سپارند(یا برونسپاری می‌کنند) که فعالیتشان به‌طور تخصصی در زمینه مدیریت تماس است؛ یعنی از منشی مجازی استفاده می‌کنند. با این کار، هم هزینه و هم بار مسئولیتشان تا اندازه زیادی سبک می‌شود.